# Beržė (přítok Šešuvisu)
Beržė je potok v Litvě, v Žemaitsku, pravý přítok řeky Šešuvis. Pramení 2 km na západ od vsi Leoniškė, 6 km na severoseverovýchod od krajského města Tauragė. Teče na jih až jihojihozápad. Značná část toku prochází průmyslovou oblastí krajského města Tauragė, kde protéká více než deseti rybníky či nádržemi. Přes řeku vede most dálnice A12/E77 (Riga) - Kryžkalnis – Tauragė – Tilžė, tři mosty železniční trati Radviliškis - Tilžė a jejích odboček v průmyslové oblasti Tauragė, silnice č. 147 Tauragė - Smalininkai (- Jurbarkas) a několika ulic v Tauragė. Do Šešuvisu se vlévá ve vsi Ližiai jako jeho pravý přítok 4,8 km od jeho ústí do řeky Jūra.

## Přítoky
- Levý:

| Hydrologické pořadí | Řeka   | Délka (km) | Povodí (km²) | Vzdálenost od ústí (km) | Ústí kde | Koordináty ústí |
| ------------------- | ------ | ---------- | ------------ | ----------------------- | -------- | --------------- |
| 16010934            | Trumpė | 3,3        | 7,9          | 4,5                     | Tauragė  |                 |

- Pravé:

| Hydrologické pořadí | Řeka     | Délka (km) | Povodí (km²) | Vzdálenost od ústí (km) | Ústí kde | Koordináty ústí |
| ------------------- | -------- | ---------- | ------------ | ----------------------- | -------- | --------------- |
| 16010931            | B - 2    | 3,5        | 3,6          | 8,2                     |          |                 |
| 16010932            | Papušinė | 3,2        | 2,7          | 7,4                     |          |                 |

## Význam názvu
Název Beržė má význam přibližně jako Březová.